# Euplecte de Gierow
Euplectes gierowii
Espèce
Statut de conservation UICN

 LC  : Préoccupation mineure
L'Euplecte de Gierow (Euplectes gierowii) est une espèce de passereaux d'Afrique sub-saharienne appartenant à la famille des Ploceidae.